# 谷中七福神
谷中七福神（やなかしちふくじん）は、東京都台東区・荒川区・北区の7寺院に祀られている七福神の巡礼札所。
およそ250年前に始まったと言われる江戸最古の七福神。他の七福神には神社も入っているが、谷中七福神は寺院だけである。
各寺院で朱印押印用の版画台紙が巡礼期間に購入できる。
期間外は、境内に入れても板戸が閉まり本堂には入れず七福神が見えない事もある。

## 総論
- エリア：東京都台東区・荒川区・北区
- 巡礼距離：約5.5km
- 巡礼時間：約2時間
- 期間：1月1日 - 1月10日（平成21年まで1月1日 - 1月15日）／9:00 - 17:00
- 御朱印：台紙・色紙が200円、集印帳（朱印帳）は300円。
  - 御朱印台紙：台紙は1000円。谷中七福神では厚紙の色紙ではなく、和紙で出来た台紙にいただく（A3ほどの大きさの規格外サイズ）。
  - 近年、谷中七福神の御朱印代が500円の寺院もある（現在300円の寺院も500円に今後改定される場合があり）。
  - 公式に発表されていないが、白紙の厚紙色紙を持参した場合、そこに各七福神の御朱印をいただくことができる（要問合せ）。

## 谷中七福神の一覧
- 寛永寺 不忍池弁天堂 - 弁才天(台東区上野桜木)
- 護国院（寛永寺子院） - 大黒天(台東区上野恩賜公園)
- 天王寺 - 毘沙門天(台東区谷中)
- 長安寺 - 寿老人(台東区谷中)
- 修性院 - 布袋(荒川区西日暮里)
- 青雲寺 - 恵比須(荒川区西日暮里)
- 東覚寺 - 福禄寿(北区田端)
- 谷中七福神の修性院付近に啓運寺があり、当寺に毘沙門天が安置されている（徒歩での巡拝の場合、啓運寺の前を通る場合が多い）。しかし当寺は谷中七福神とは関係はない。
- 谷中七福神は今の組み合わせが、江戸時代から限られていたわけではなく、恵比寿は神田明神や清水観音堂、大黒天は経王寺、毘沙門天は谷中本通寺、弁財天は北町の養泉寺とする事もあった。

## 隣接七福神
- 小石川七福神
- 下谷七福神